# Cornus bretschneideri
Cornus bretschneideri là một loài thực vật có hoa trong họ Cornaceae. Loài này được L.Henry miêu tả khoa học đầu tiên năm 1899.